# Fonologia do italiano
Este artigo trata da fonologia do italiano padrão. Para mais informações sobre variantes, deve-se ver os dialetos do italiano e as línguas da Itália.

## Consonantes
|             | Bilabial | Labio- dental | Dental/ Alveolar | Pós- alveolar | Palatal | Velar |
| ----------- | -------- | ------------- | ---------------- | ------------- | ------- | ----- |
| Nasal       | m        |               | n                |               | ɲ       |       |
| Oclusiva    | p b      |               | t d              |               |         | k ɡ   |
| Africada    |          |               | t͡s d͡z            | t͡ʃ d͡ʒ         |         |       |
| Fricativa   |          | f v           | s z              | ʃ             |         |       |
| Vibrante    |          |               | r                |               |         |       |
| Lateral     |          |               | l                |               | ʎ       |       |
| Aproximante |          |               |                  |               | j       | w     |

Observações:
- Entre duas vogais, ou entre uma vogal e uma aproximante ou lateral (/l/, /r/, /j/ ou /w/), as consoantes podem ser simples ou geminadas. As geminadas encurtam a vogal precedente (ou bloqueiam o alongamento). Por exemplo, fato [ˈfaː.to] 'destino' ~ fatto [ˈfat.to] 'fato'. Entretanto, /ɲɲ/, /ʃʃ/ e /ʎʎ/ são sempre geminadas no interior de palavras.[1] Similarmente, nasais, líquidas e sibilantes são levemente mais longas antes de uma consoante medial em encontros consonantais.[2]
- /z/ é a única consoante que não pode ser geminada.
- /t/, /d/, /t͡s/ e /d͡z/ são dentialveolar, enquanto /l/ e /n/ são alveolares.[3]
- A vibrante múltipla /r/ é às vezes reduzida a uma vibrante simples, mais exatamente entre uma vibrante múltipla e uma simples.
- As nasais assimilam o ponto de articulação de qualquer consoante que precedem. Por exemplo, /nɡ/ é realizado como [ŋɡ].
- A distinção entre [s] e [z] é neutralizada no início de palavras: o primeiro só usado antes de consoantes surdas e antes de vogais; o segundo, apenas antes de consoantes sonoras, significando que [z] é um alofone de /s/ antes de consoantes surdas; Só há um contraste entre vogais no interior de palavras. Segundo Canepari[4], o padrão tradicional foi substituído pela pronúncia neutra moderna, que sempre prefere /z/ entre vogais, exceto quando o s intervocálico é o som inicial de uma palavra ou morfema, por exemplo: presento /preˈsɛnto/[5] ('pressinto') vs presento /preˈzɛnto/[6] ('apresento'). Há muitas palavras que os dicionários indicam que as duas pronúncias com /z/ ou com /s/ são aceitáveis. Os dois fonemas se fundiram em muitas variedades regionais do italino, ou em /z/ (Centro-norte) ou em /s/ (Centro-sul). O s geminado /ss/ pode ser pronunciado como um só [s].

## Vogal
|             | Anterior | Posterior |
| ----------- | -------- | --------- |
| Fechada     | i        | u         |
| Semifechada | e        | o         |
| Semiaberta  | ɛ        | ɔ         |
| Aberta      | a        | a         |

Observações:

Vogais do italiano. De Rogers & d'Arcangeli (2004)

- Em italiano não há uma distinção fonêmica entre vogais curtas e longas. Entretanto, vogais em sílabas tônicas abertas são longas, exceto no final de palavras.
- Embora o italiano contaste as vogais semifechadas (/e o/) e as semiabertas (/ɛ ɔ/), a distinção é neutralizada em sílabas átonas, onde apenas as semifechas ocorrem. A distinção é neutralizada também em muitos dialetos regionais, onde as quatro vogais formam apenas dois fonemas. Em muitos dialetos meridionais apenas as semifechadas aparecem; similarmente, em alguns dialetos setentrionais só apresentam as semiabertas dos dois fonemas.
- Um /u/ átono na última sílaba é raro. Algumas exceções são onomatopeias (babau);[7] empréstimos (guru);[8] e lugares ou sobrenomes de origem sarda (Gennargentu[9], Porcu).[10] Entretanto, as palavras na última categoria, não são estritamente italianas.
- O italiano também possui ditongos, mas não são fonêmicos. A tradição gramatical os classifica como ditongos crescentes e decrescentes; contudo, os ditongos crescentes são compostos de uma semivogal ([j] ou [w]) e uma vogal, então não são tecnicamente ditongos. Isto foi alvo de criticismo de alguns foneticistas, como Luciano Canepari.[4]

## Texto amostra
Passagem da Bíblia, Lucas 2, 1-7
(Para ver a versão em português, clique aqui)
Pode-se ouvir a leitura deste texto gravado por uma falante nativo do italiano de Milão. 
2:1 In quei giorni, un decreto di Cesare Augusto ordinava che si facesse un censimento di tutta la terra.
2 Questo primo censimento fu fatto quando Quirino era governatore della Siria. 
3 Tutti andavano a farsi registrare, ciascuno nella propria città. 
4 Anche Giuseppe, che era della casa e della famiglia di Davide, dalla città di Nazaret e dalla Galilea si recò in Giudea nella città di Davide, chiamata Betlemme, 
5 per farsi registrare insieme a Maria, sua sposa, che era incinta. 
6 Proprio mentre si trovavano lì, venne il tempo per lei di partorire.
 7 Mise al mondo il suo primogenito, lo avvolse in fasce e lo depose in una mangiatoia, poiché non c'era posto per loro nella locanda.

Pronúncia padrão (a velar [ŋ] e as vogais longas são alofones de /n/ e das vogais curtas, mas são mostrados aqui para maior clareza):
2:1 [iŋ kwei ˈd͡ʒorni un deˈkreːto di ˈt͡ʃeːzare auˈɡusto ordiˈnaːva ke ssi faˈt͡ʃesse un t͡ʃensiˈmento di ˈtutta la ˈtɛrra

2
ˈkwesto ˈpriːmo t͡ʃensiˈmento fu fˈfatto ˈkwando kwiˈriːno ˈɛːra ɡovernaˈtoːre ˈdella ˈsiːrja.
3
ˈtutti anˈdaːvano a fˈfarsi red͡ʒisˈtraːre t͡ʃasˈkuːno ˈnella ˈprɔːprja t͡ʃitˈta
4
ˈaŋke d͡ʒuˈzɛppe ke ˈɛːra ˈdella ˈkaːsa e dˈdella faˈmiʎʎa di ˈdaːvide ˈdalla t͡ʃitˈta ddi ˈnadd͡zaret e dˈdalla ɡaliˈlɛːa si reˈkɔ in d͡ʒuˈdɛːa ˈnella t͡ʃitˈta ddi ˈdaːvide, kjaˈmaːta beˈtlɛmme 
5 per ˈfarsi red͡ʒisˈtraːre inˈsjɛːme a mmaˈriːa ˈsuːa ˈspɔːza, ke ˈeːra inˈt͡ʃinta
6
ˈprɔːprjo ˈmentre si troˈvaːvano li ˈvɛnne il ˈtɛmpo per lɛːi di partoˈriːre
7
ˈmiːze al ˈmondo il suːo primoˈd͡ʒɛːnito, lo avˈvɔlse in ˈfaʃʃe e llo deˈpoːse in ˈuːna mand͡ʒaˈtoːja poiˈke non ˈt͡ʃɛːra ˈposto per ˈloːro ˈnella loˈkanda]